# Svendborg

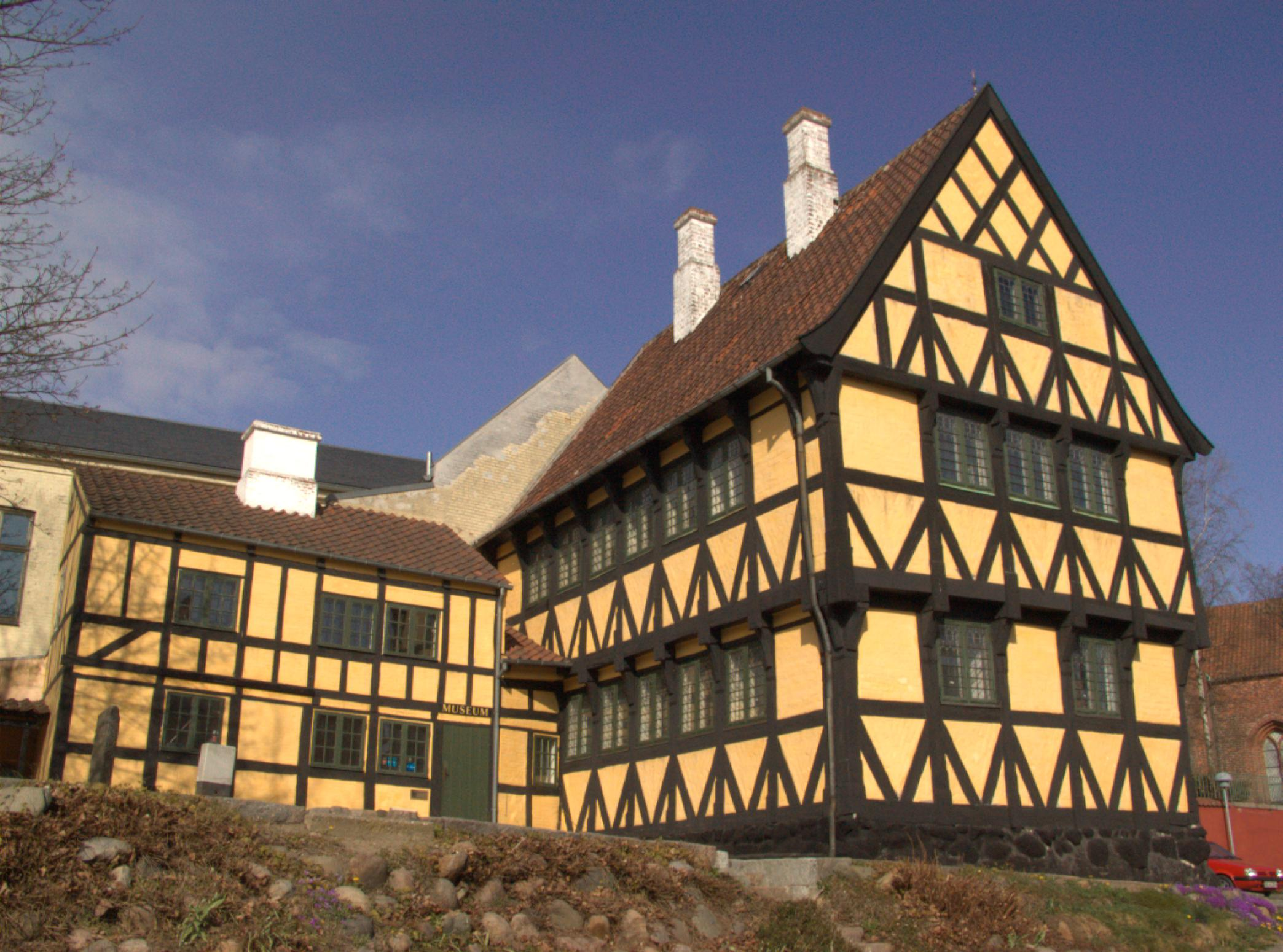
Anne Hvides Gaard, Svendborgs stadsmuseum.

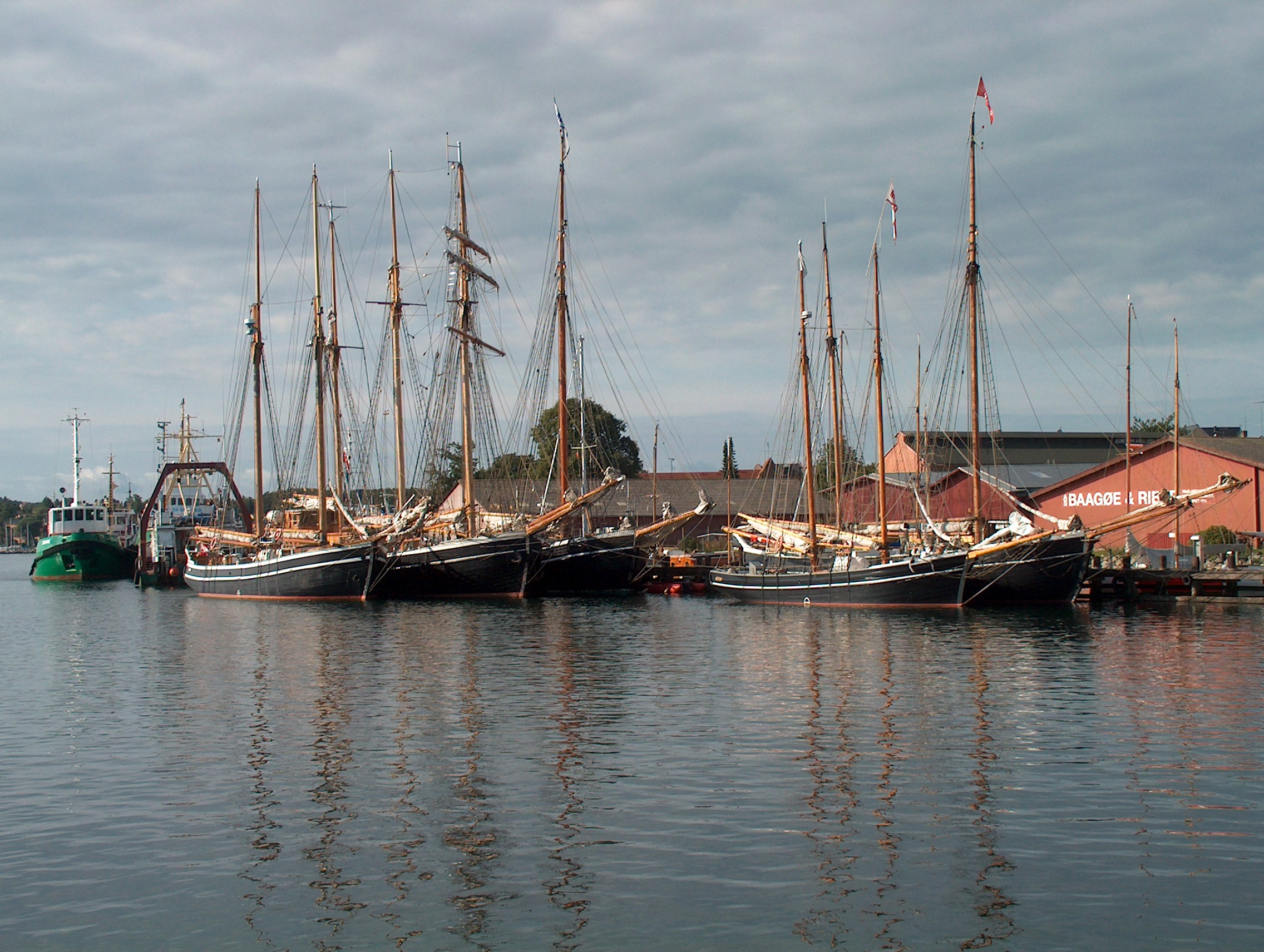
Svendborgs hamn.

Svendborg är en tätort och stad i Region Syddanmark i Danmark. Tätorten har 27 521 invånare (2024). Den är centralort i Svendborgs kommun och ligger på södra Fyn, cirka 40 kilometer sydost om Odense. Det finns färjeförbindelser till Ærø, Birkholm, Drejø, Skarø och Hjortø och i staden ligger slutstationen för Svendborgbanan.

## Historia
I och omkring dagens Svendborg har arkeologiska fynd, daterade till 1000-talet, gjorts vilket inkluderar kristna begravningsplatser vid Sankt Nicolai Kirke och en vattenkvarn, kallad Kongens Mølle. Staden nämns för första gången som ”Svinæburgh” i det så kallade ”morgengavebrevet”, utsänt av kung Valdemar Sejr 1229, vilken slår fast att Svendborg skulle skänkas till hans svärdotter Eleonora, gift med prins Valdemar.
Staden blev befäst med vallgravar under 1200-talet och fick under samma period köpstadsprivilegier. Under medeltiden växte Svendborg och blev Fyns näst största stad. Särskilt fisket av sill var av stor betydelse för stadens välstånd och man hade täta förbindelser med Falsterbo i Skåne. Utanför staden grundades en Sankt Jørgensgård (hospital för spetälska) med tillhörande kyrka på 1100-talet och 1236 grundades ett franciskanerkloster vid stranden. Klostret var en del av staden fram till 1536, då den protestantiska reformationen ersatte katolicismen i Danmark. Staden fick under en kort period status som regeringsstad då kung Erik Menved lät hålla sitt Danehof i staden 1302. Dessa riksförsamlingar brukade vid denna tid vanligtvis hållas i Nyborg.
Staden har genom historien utsatts för flera angrepp. 1247 ockuperades staden av hertig Abel och intogs sedan av kung Erik Plogpenning, som brände ned den. Fyrtiotvå år senare belägras staden av Marsk Stig och efter ytterligare fyra år brändes staden ned och plundrades av den norska kungen Erik Prästhatare. 1316 invaderades och plundrades staden av hertig Kristofer, sedermera kung Kristofer II, som hade tagit täten för tyska trupper. I mitten av 1300-talet drabbades staden av pesten. Liksom övriga städer drabbades staden hårt av det danska inbördeskriget (Grevefejden) 1534-1536 och liksom på övriga Fyn och på Jylland åtnjöt Kristian II stor popularitet bland den allmoge befolkningen (bönder, borgare och ståndslösa) i staden. Inbördeskriget stod mellan den allmoge befolkningen och Kristian II:s trupper på ena sidan och adeln och det högre prästståndet på den andra. Det var de senare som vann kriget och staden plundrades av fältherren Johan Rantzau och hans trupper.
Trots nederlaget i inbördeskriget upplevde staden under 1500-talets mitt ett uppsving och blev en av Fyns ledande sjöfartsstäder. Även handeln med livsmedel blev betydande. Pestens återkomst till staden 1602 bromsade upp stadens blomstring under 1600-talets början. Framgångarna fick dock ett tvärt slut 1659, då kriget mot Sverige drabbade Fyn i och med att Karl X Gustavs trupper transporterades över isen som låg över Lilla Bält. Staden plundrades än en gång och alla dess skepp ödelades. Stora delar av befolkningen flydde och stadens brändes ned än en gång. Även efter kriget minskade stadens befolkning markant och trenden bröts inte förrän under 1700-talet. Framgångarna bromsades dock återigen upp av de storbränder som drabbade staden 1749 och 1769.
Också 1800-talet bjöd på en del motgångar. I förbindelse med Napoleonkrigen ockuperades staden 1808 av spanska och franska trupper och 1853 utbröt en våldsam koleraepidemi i staden.
Bertolt Brecht lämnade Tyskland 1933, kort efter att Hitler tagit makten. Han sökte först fristad hos den danska författarinnan Karin Michaelis. Därefter köpte han en egen bostad i Svendborg, dit även författaren Walter Benjamin flera gånger besökte honom. I Svendborg skrev Brecht diktsamlingen ”Svendborg Gedichte” - betraktad som en av de viktigaste i den tyska exillitteraturen.

## Näringsliv
1800-talet var ett ekonomiskt uppsving för staden och den genomlevde en omfattande industrialisering. Vid 1800-talets mitt etablerades den första metallindustrin i staden och även livsmedelsindustrin blev en framträdande näring. Vid 1800-talets slut var ungefär hälften av stadens befolkning sysselsatta inom industri och hantverk. Staden blev dessutom en viktig trafikknutpunkt då järnvägsförbindelser med Odense, Faaborg och Nyborg upprättades 1876 och staden blev en viktig utgångspunkt för färjetrafik till de många öarna vid Fyns sydkust. Även sjöfarten var en viktig näring för staden och den hade en av provinsens största handelsflottor. Dessa näringar kom att bli dominerande även långt in 1900-talet. Staden utvecklade en betydande varvsindustri, varav Svendborg Skibsværft (grundad 1907) blev stadens största verksamhet. DanPilot (det statliga lotsväsendet i Danmark) har sitt säte i Svendborg.
Likt flera andra städer under 1900-talet hade Svendborg en växande offentlig sektor, men handelns och industrins andelar av den förvärvsarbetande befolkningen var i stort sett desamma 1960 (30 % respektive 41 %) som i slutet på 1800-talet (28 % respektive 47 %). Under 1970- och 80-talen har både handels- och industrisektorerna minskat i betydelse (24 % respektive 28 % av den sysselsatta befolkningen 1984) och övergåtts av administrations- och servicesektorn (42 % av den sysselsatta befolkningen 1984). Svendborg är dock fortfarande en betydande industristad trots nedläggningarna av skeppsvarven och den växande servicesektorn. Exempelvis har den stora vindkraftstillverkaren Vestas sedan 1990-talet haft produktion i staden vid de gamla skeppsvarven. Staden har under senare årtionden dessutom fått en växande turistnäring.
Den offentliga sektorns enskilt största arbetsplats i staden är sjukhuset (Svendborg Sygehus). Att staden är centralort för storkommunen Svendborgs kommun gör den till ett viktigt centrum för administration. Svendborg är dessutom en viktig skolstad i regionen med bland annat navigations-, sjöfarts- och sjömansskolor.

## Vänorter
- Aasiaat, Grönland
- Bodø, Norge
- Bozhou, Kina
- Braintree, Storbritannien
- Dolny Kubin, Slovakien
- Jönköping, Sverige
- Kuopio, Finland
- Stezyca, Polen
- Stralsund, Tyskland

## Kända personer
- Johannes Jørgensen, författare
- Bent Mejding, skådespelare
- Bjørn Elmquist, politiker
- Jørn Mader, journalist